# Beška (ö)
Beška är en ö i Montenegro. Den ligger i den södra delen av landet i Shkodrasjön. På ön finns några hus och buskskog.